# Wendy
Wendy – osada w civil parish Shingay cum Wendy, w dystrykcie South Cambridgeshire, w hrabstwie Cambridgeshire, w Anglii. W 1951 roku była civil parish Wendy liczyła 81 mieszkańców. Wendy jest wspomniana w Domesday Book (1086) jako Wandei/Wandrie.